# 1909 في كندا
فيما يلي قوائم الأحداث التي وقعت خلال عام 1909 في كندا.

## سياسة

### تعيين في المنصب
- 20 يناير – روبرت بوردن عضو مجلس العموم الكندي.

## مواليد

### مارس
- 22 مارس – غابرييل روي

### أبريل
- 6 أبريل – جورج إسحاق سميث سياسي كندي.

### يونيو
- 9 يونيو – روبرت كارسون ممثل كندي.

## وفيات

### يوليو
- 11 يوليو – سيمون نيوكومب (مواليد 1835) عالم فلك أمريكي.

### نوفمبر
- 14 نوفمبر – جوشوا سلوكم (مواليد 1844)